# 望安庄
望安庄為臺灣日治時期1920年至1945年間存在之行政區，轄屬澎湖廳望安支廳。今澎湖縣望安鄉。

## 行政區劃
望安庄原屬網垵澚之網垵鄉、將軍澚鄉、西吉嶼鄉、嶼坪鄉、東吉嶼鄉、大嶼鄉，以及水垵澚之花宅鄉、水垵鄉、花嶼鄉，自1901年被劃為「澎湖廳網垵支廳」。在1920年10月1日，「將軍澚」改稱「將軍澳」，「網垵」改稱「望安」，而網垵澚及水垵澚被劃為高雄州澎湖郡「望安庄」，轄域內分為望安、將軍澳、西吉嶼、嶼坪、東吉嶼、花宅、水垵、花嶼、大嶼九個大字。1926年7月1日，澎湖郡被廢止改為澎湖廳，望安庄隸屬澎湖廳望安支廳。昭和19年（1944年）8月1日，大嶼大字獨立設為大嶼。

## 庄長
- 陳茂松
- 野田孝太郎
- 佐藤乾：1932年6月~1935年8月[4]
- 高橋周平
- 西伊太郎

## 設施
- 望安庄役場
- 望安公學校→望安國民學校（今望安國小）
- 望安國民學校將軍澳分教場（今將軍國小）
- 東吉國民學校（戰後為東吉國小、望安國小東吉分校，在1992年廢校）